# Saint Trèche
Saint Trèche est un saint catholique du Haut Moyen Âge.

## Sa vie
Ermite envoyé par l'évêque du Mans pour assurer l'évangélisation du Maine occidental à l'époque mérovingienne, il s'installe dans une grotte au pied d'un promontoire à la confluence de l'Ernée et de la Mayenne. Il fonde ensuite un monastère sur ce promontoire. Dom Piolin dit de lui qu'il était "quelque saint moine qui s'était sanctifié dans cette solitude et dont les actes ne sont pas venus jusqu'à notre temps. Son souvenir ne s'est pas effacé entièrement des lieux qui furent témoins de ses vertus".

## Monastère
Le monastère est dévasté par les invasions normandes ; il n'en reste qu'un mur réputé mérovingien avec contrefort encore visible aujourd'hui. Une chapelle est élevée au XIIe siècle à l'emplacement supposé de sa cellule ; plusieurs fois remaniée, elle est connue comme la Chapelle de Saint-Trèche à Saint-Jean-sur-Mayenne ; les bénéfices de ce monastère d'abord rattachés à l'évêché du Mans sont attribués aux moines de saint Philibert à la suite de leur séjour de 854 à 857 pendant la translation des reliques de leur patron par un diplôme de Charles II le Chauve en 875 puis au XIIe siècle à l'Abbaye Notre-Dame d'Évron qui en bénéficie jusqu'à la révolution.

## Toponymie
La toponymie et les écrits sur le monastère nous renseignent sur différentes variantes de son nom : saint Troget, saint Treff ou Tref (moulin disparu à côté de l'abbaye), saint Tryphon (carte cassini).
Son nom est joint à celui du premier patron de Saint-Jean-sur-Mayenne dans la Gesta Aldrici en 832.